# 香川兼吉
香川 兼吉（かがわ かねきち、1892年（明治25年）11月5日 - 1967年（昭和42年）6月17日）は、日本の獣医師、政治家。衆議院議員。

## 経歴
北海道出身。1913年、日本獣医学校を卒業。帰郷して獣医師を開業。
北海道会議員、同参事会員、空知馬商組合長、北海道獣医師会副会長、北海道馬商連合会副会長、新十津川村産業組合長、同農業会副会長、北海道自動車運輸取締役、北海道北方製薬会社取締役などを務めた。
1946年4月、第22回衆議院議員総選挙で北海道第一区から日本協同党所属で出馬して当選し、衆議院議員を一期務めた。この間、協同民主党政調会運輸部長となった。